# Вознюк Геннадій Леонідович
Вознюк Геннадій Леонідович – кандидат філологічних наук, доцент, завідувач кафедри української мови Національного університету «Львівська політехніка», лауреат премії імені Івана Огієнка, нагороджений знаком «Відмінник освіти України».

## Життєпис
З 1975 р. на викладацькій роботі у Львівському політехнічному інституті. У грудні 1989 р. очолив новостворену кафедру української мови Львівської політехніки, яка стала навчальним і науково-методичним осередком у справі гуманітаризації технічної освіти, унормування української науково-технічної термінології, опрацювання правописних проблем, удосконалення культури мовлення та ділового спілкування. Геннадій Вознюк має широкий діапазон наукових зацікавлень у галузі прикладного мовознавства й методики викладання ділової української мови та української мови(за професійним спрямуванням); як керівник авторських колективів брав участь у створенні понад тридцятьох навчально-методичних видань.
Активно працює в галузі фінансово-економічної термінології, робить вагомий внесок у її вдосконалення та розвиток, створюючи нові і коригуючи наявні терміни і терміносполуки, приводячи їх у відповідність до словотворчих засобів сучасної української мови.

## Доробок
Автор близько 150 публікацій з проблем українського літературознавства та мовознавства, зокрема з питань термінології, правопису, культури мовлення, методики викладання української мови тощо.
Підготував у співавторстві з А. Г. Загороднім низку термінологічних словників, а також чимало інших галузевих економічних словників, серед яких:
- «Словник-довідник з підприємництва та економіки будівництва» (Львів, 1994),
- «Фінансовий словник» (Львів, 1996; 1997; К., 2000; 2002) – останнє видання відзначене премією імені Івана Огієнка (2002),
- «Цінні папери. Фондовий ринок» (Львів, 1999),
- «Словник банківських термінів» (К., 2000),
- «Облік і аудит» (Львів, 2002; 2012),
- «Інвестиційний словник» (Львів, 2005),
- «Фінансово-економічний словник» (Львів, 2005; К., 2007; Львів, 2011),
- «Зовнішньоекономічна діяльність» (К., 2007),
- «Ринок фінансових послуг» (Львів,2008),
- «Біржа. Біржові операції» (К., 2008),
- «Банківська справа» (Львів, 2010),
- «Торгівля. Маркетинг. Реклама» (Львів, 2011),
- «Словник економічної афористики» (2013). Брав співавторську участь у підготовці тритомної «Економічної енциклопедії» (К., 2000) та «Енциклопедії банківської справи України» (К., 2001).

| українська персоналія | Це незавершена стаття про особу, що має стосунок до України. Ви можете допомогти проєкту, виправивши або дописавши її. |